# Prime (напиток)
Prime («Прайм») — линейка спортивных напитков, смесей для напитков и энергетических напитков, созданная и продаваемая компанией Prime Hydration, LLC.
Основателями бренда являются ютуберы Логан Пол и KSI. За анонсом и выпуском продукта в 2022 году последовал хайп в социальных сетях, связанный с этими личностями, у которых десятки миллионов подписчиков вместе взятых. Кроме того, продукт продвигался с помощью спонсорских сделок в основных видах спорта.
Prime Hydration выпускает различные энергетические, спортивные напитки и смеси, содержащие разное количество кофеина, электролитов и микроэлементов. Энергетические напитки Prime Energy вызвали споры из-за своей маркетинговой кампании, которая была раскритикована за ориентацию на детей и подростков, в сочетании с высокой концентрацией кофеина.

## Отзывы

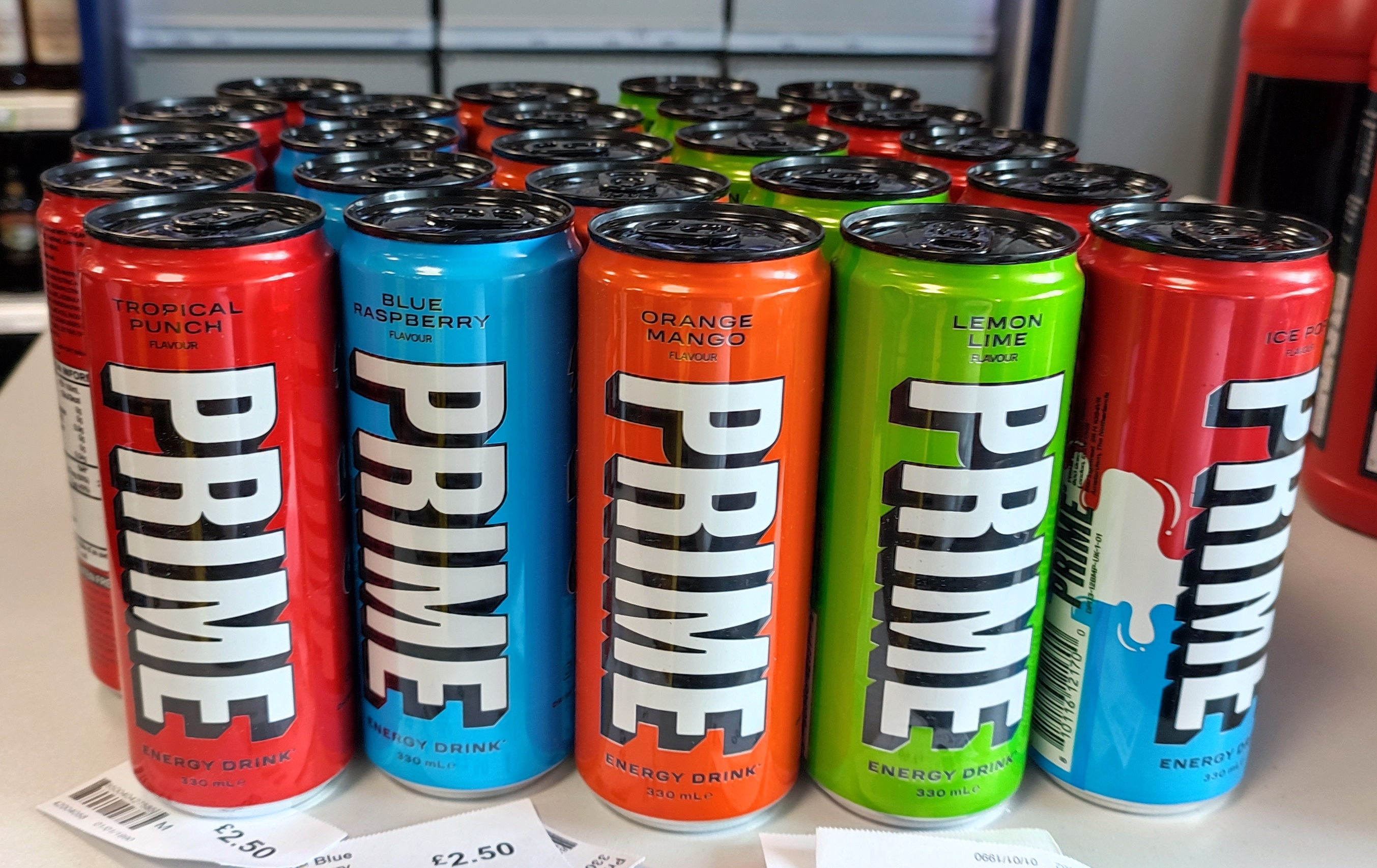
Линейка энергетических напитков Prime Energy

4 января 2022 года ютуберы KSI и Логан Пол, имеющие в общей сложности более 40 миллионов подписчиков на YouTube и миллионы подписчиков на других платформах, объявили в прямом эфире Instagram о том, что основали новую компанию по производству напитков под названием Prime Hydration. Это привело к хайпу в социальных сетях вокруг продукта, за которой последовал спрос со стороны детей школьного возраста, особенно мальчиков-подростков. По данным газеты Evening Standard, резкий рост спроса вызвал высокие цены среди онлайн-перекупщиков, в том числе на eBay появилось объявление, предлагающее двенадцать бутылок за 400 фунтов стерлингов. Sky News сообщил, что выпуск напитка вызвал «хаотические действия» в супермаркетах Asda и Aldi в Великобритании. В статье Financial Times приводится рассказ лондонского учителя о том, как дети, у которых были только использованные бутылки Prime, наполненные водой, «вознеслись на более высокий уровень среди своих сверстников».
Мэри Маккарти из The Independent, комментируя способ продвижения Prime через социальные сети, предположила, что KSI и Логан Пол оказывают чрезмерное влияние на основной рынок продукта — молодых людей, и что «холодный, расчётливый большой бизнес» сотрудничает с людьми, чьё отношение к женщинам сомнительно, а продукция часто носит женоненавистнический характер и ориентирована на парней, «ожидающих, что им скажут, что думать».
Гордон Рамзи в эфире радио Heart дал рецензию на этот напиток, описав его «как будто глотаешь духи» и поставив ему 0/10. Боксёр Крис Юбенк-младший также попробовал напиток, сказав: «Он очень сладкий, на нём написано, что он натурально ароматизирован. Вкус не плохой, но это не натуральный вкус напитка».

## Продвижение
Prime была спонсором автомобиля Тимми Хилла в одной гонке NASCAR Xfinity Series.
В июле 2022 года футбольный клуб «Арсенал» объявил о заключении совместного маркетингового соглашения с компанией, в рамках которого Prime станет официальным поставщиком спортивных напитков для клуба. В 2023 году KSI планировал выпустить бутылку со вкусом «Арсенала» в случае победы команды в Премьер-лиге. Однако после поражения от «Ноттингем Форест», которое привело к победе в Премьер-лиге «Манчестер Сити», выпуск вкуса был отложен.
В январе 2023 года Ultimate Fighting Championship объявила о заключении совместного маркетингового соглашения с компанией, в результате которого Prime стал официальным поставщиком спортивных напитков для промоутерской компании смешанных единоборств. Prime подписал спонсорские контракты с несколькими спортсменами, включая Александра Волкановского, Исраэля Адесанью, Патрика Махомеса, Алишу Леманн и Эрлинга Холанна. В феврале 2023 года Prime был показан в рекламном ролике Super Bowl LVII.
В июле 2023 года футбольный клуб «Барселона» подписал спонсорское соглашение с Prime.
В августе 2023 года футбольный клуб «Бавария» подписал спонсорское соглашение с Prime.
В ноябре 2023 года игрок клуба «Торонто Мэйпл Лифс» Остон Мэттьюс подписал спонсорское соглашение с Prime.
В феврале 2024 года чемпион NASCAR и гонщик Кайл Ларсон подписал спонсорское соглашение с Prime.
В марте 2024 года было объявлено, что Prime станет первым в истории брендом, который будет находиться на мате ринга рестлинг-промоушна WWE. Логотип будет присутствовать на всех премиальных-шоу WWE, начиная с WrestleMania XL.

## В популярной культуре
В телевизионном спецвыпуске «Южного Парка» 2023 года «Не предназначено для просмотра детьми» энергетический напиток Cred становится популярным трендом среди детей. Напиток является пародией на Prime, подражая дизайну его бутылки.